# Crónica de Sampiro
La Crónica de Sampiro es un texto escrito en latín por el obispo de Astorga, Sampiro, al principio del siglo XI. El texto abarca desde el 866 hasta el 999, es decir, los últimos de reinado de Alfonso III de Asturias y los de sus sucesores hasta Alfonso V.
Este texto tiene importancia debido a que la Crónica albeldense finaliza su relato en el año 883.